# 旧市场 (德累斯顿)

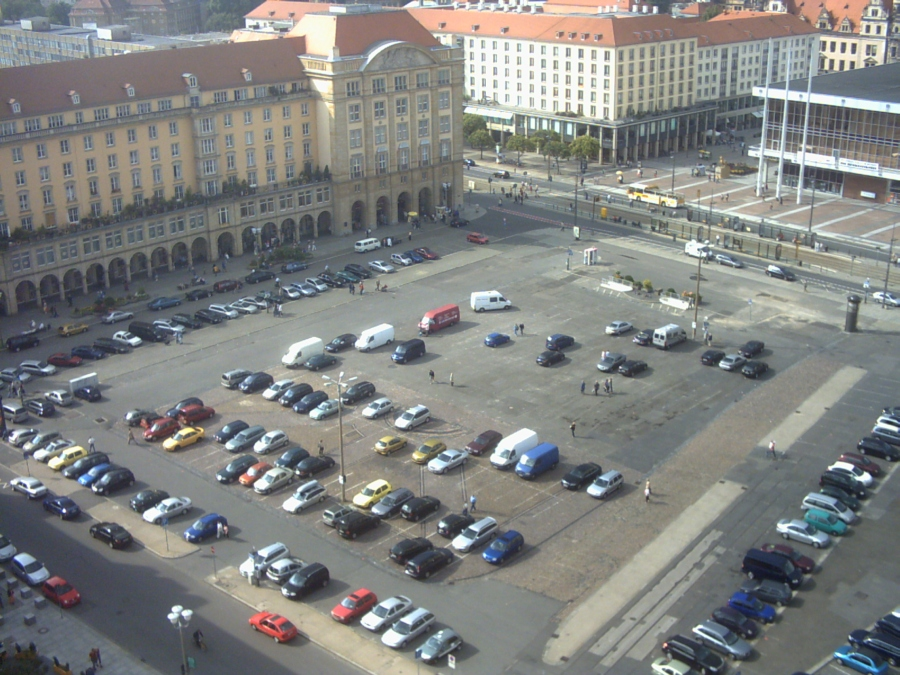
旧市场

旧市场（Altmarkt）是德累斯顿的重要广场之一，大小为100米乘130米。旧市场广场坐落于南北轴线火车站街- 布拉格街- 宫廷街 - 奥古斯特桥上，北面和西面被Wilsdruffer路和Seestraße所包围。广场上有92米高的十字架教堂（Kreuzkirche）。
在新的商业大厦仍然坐在这里仅存的分支银行和 (Dresdner Bank) 德累斯顿的萨克森企业集团总部 (Sächsische Unternehmensgruppe)。

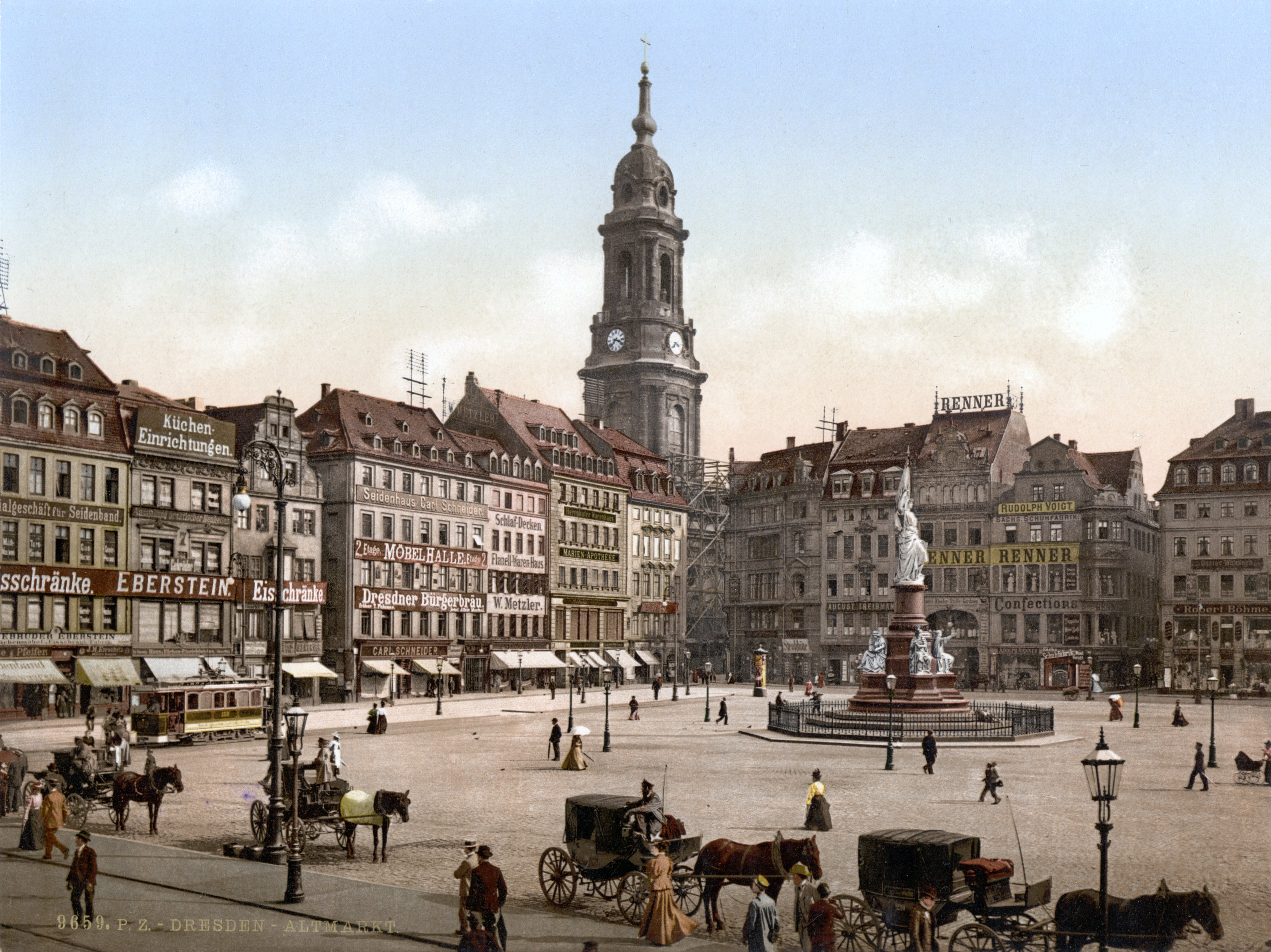
旧市场，1900年
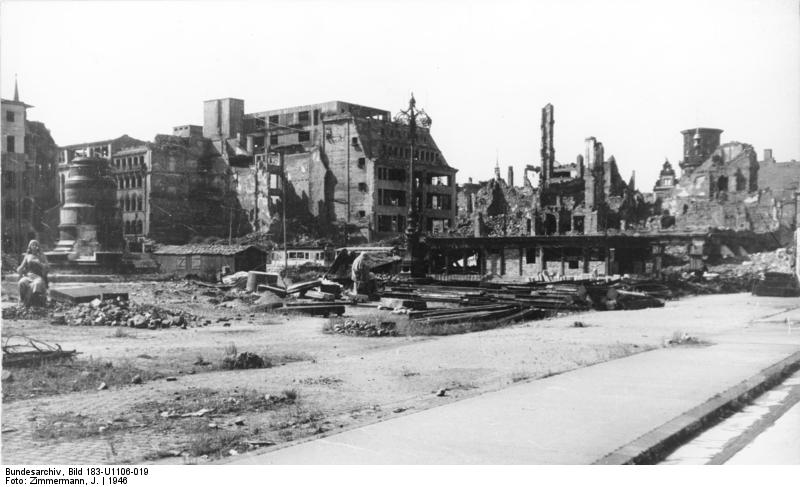
旧市场，1946年
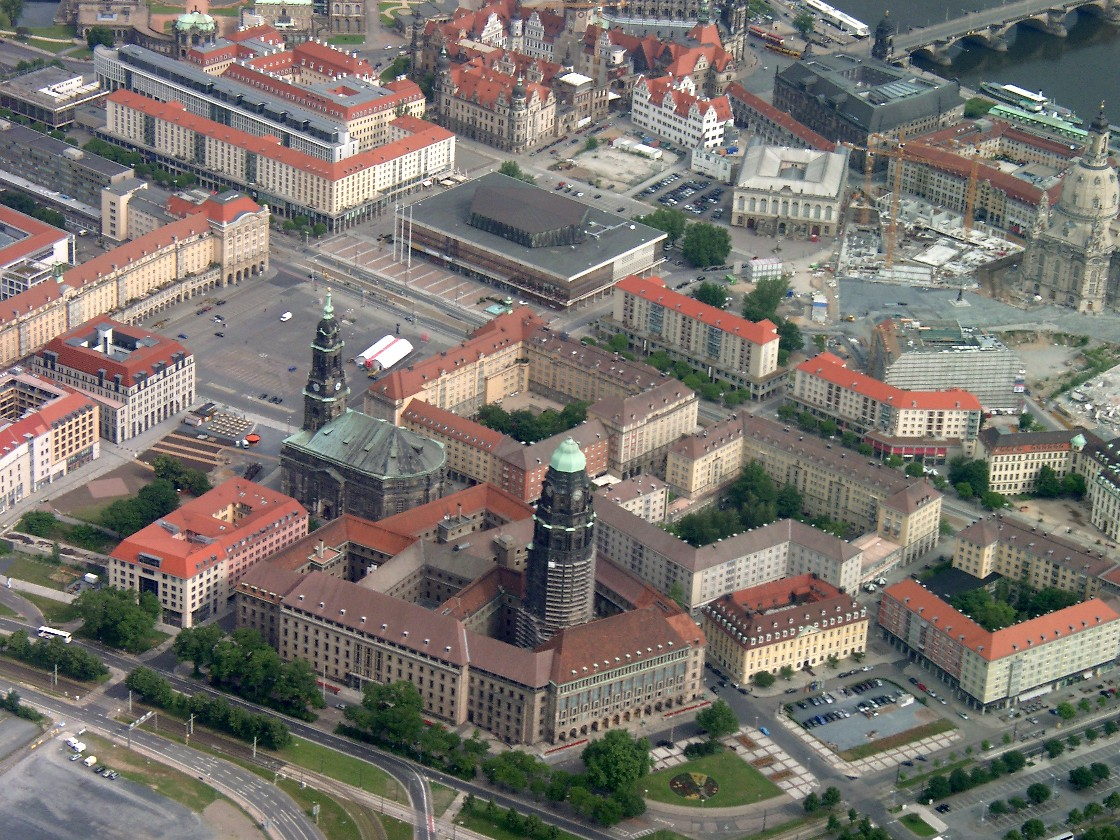
俯瞰旧市场与新市场（右侧）

51°2′58.80″N 13°44′16.91″E / 51.0496667°N 13.7380306°E